# Наркондамская птица-носорог
Наркондамская птица-носорог (лат. Rhyticeros narcondami) — вид птиц семейства птиц-носорогов. Подвидов не выделяют.

## Ареал
Наркондамская птица-носорог обитает исключительно на маленьком острове Наркондам в 120 км восточнее Андаманских островов.

## Описание
Наркондамская птица-носорог достигает длины 45–50 см; самцы весят 700–750 г, а самки — от 600 до 750 г.

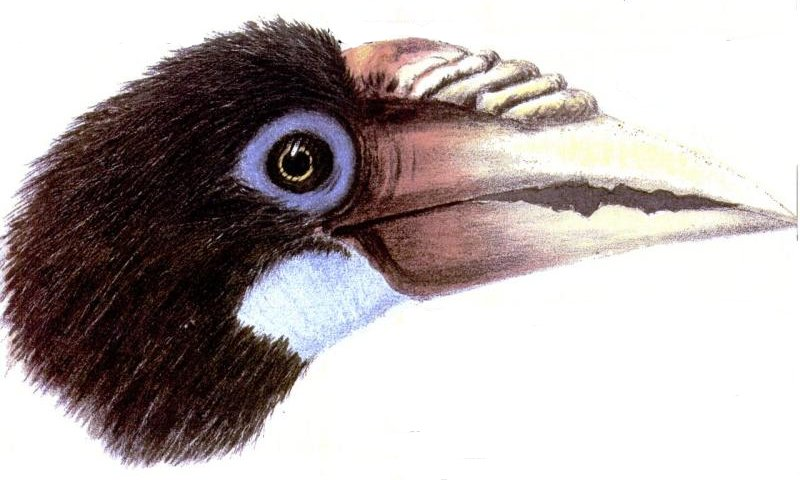
Голова наркондамской птицы-носорога

Крупный и мощный клюв светло-жёлтого цвета с тёмно-малиновым основанием. Низкая изогнутая каска на надклювье желтоватого цвета со светло-коричневыми полосами. Хвост белый. Оперение у самок полностью чёрного цвета, у самцов — рыжие голова и шея.
У взрослых самцов радужная оболочка оранжево-красного цвета, а у взрослых самок — оливково-коричневая. У молодых особей радужная оболочка сероватая. Голая кожа вокруг глаз голубовато-белого цвета. Кожа горлового мешка светлее, чем кожа вокруг орбит, и часто кажется почти белой.
Вид является практически полностью плодоядным.

## Охранный статус
Охранный статус — VU. Численность популяции довольно стабильна и по оценкам 2020 года составляет 300-650 взрослых особей.